# Wysokie Miasto
Wysokie Miasto (biał. Высокае-Горад, ros. Высокое-Город) – przystanek kolejowy w pobliżu miejscowości Wysokie, w rejonie kamienieckim, w obwodzie brzeskim, na Białorusi. Leży na linii Brześć – Białystok.